# Rivière Sainte-Anne (vattendrag i Kanada, Québec, lat 49,13, long -66,50)
Rivière Sainte-Anne är ett vattendrag i Kanada.   Det ligger i provinsen Québec, i den östra delen av landet, 800 km nordost om huvudstaden Ottawa.
I omgivningarna runt Rivière Sainte-Anne växer i huvudsak blandskog. Runt Rivière Sainte-Anne är det ganska glesbefolkat, med 28 invånare per kvadratkilometer.